# NGC 5047
NGC 5047 is een lensvormig sterrenstelsel in het sterrenbeeld Maagd. Het hemelobject werd op 7 mei 1787 ontdekt door de Duits-Engelse astronoom William Herschel.

## Synoniemen
- MCG -3-34-36
- PGC 46150